# Mormoops
Mormoops é um gênero de morcegos da família Mormoopidae.

## Espécies
- Mormoops blainvillei Leach, 1821
- †Mormoops magna Silva-Taboada, 1974
- Mormoops megalophylla (Peters, 1864)